# برنامه کاربردی وب

تقویم گوگل یک نمونه از برنامه‌های کاربردی وب

برنامه کاربردی وب، وب اپ یا وب اپلیکیشن (به انگلیسی: web application) برنامه‌ایست که می‌توان به آن از طریق اینترنت یا اینترانت دسترسی داشت. همچنین به معنی برنامه‌ ایست که توسط یک مرورگر پشتیبانی می‌شود. (همانند افزونه جاوا) یا درون یک زبان برنامه‌نویسی نوشته شده‌ است که توسط مرورگر پشتیبانی می‌شود؛ همانند جاوا اسکریپت که با زبان اچ‌تی‌ام‌ال ترکیب شده.
برنامه‌های وبی معمولاً از مرورگرها به عنوان بستر فعالیت استفاده می‌کنند. یک مرورگر همانند یک کارخواه یا به عبارت بهتر یک کارخواه مختصر است که کاربر را قادر به به‌روزرسانی و استفاده از برنامه می‌کند، بدون این که احتیاج باشد کاربر برنامه را بر روی دستگاه خود نصب کند.
سیستم‌های خرید و فروش (همچون آمازون)، مزایده‌های آنلاین (همچون ای‌بی)، رایانامه‌های تحت وب (همچون جیمیل) و ویکی‌ها نمونه‌ای برای برنامه‌های کاربردی وب معمول هستند.

## ساخت
برای ساخت ساده تر از وب فریمورک استفاده میشود.

## وب‌اپلیکیشن‌های ایرانی
در ایران و پس از اعمال تحریم‌های اپل علیه ایرانیان و حذف اپلیکیشن‌های ایرانی از App Store، استفاده و توسعه وب‌اپلیکیشن‌های ایرانی رشد زیادی داشت. این نوع نرم‌افزارها، از آنجا که نیازی به نصب ندارند، بسیار مناسب کاربران آیفون و سیستم عامل iOS هستند و کسب‌وکارهای ایرانی بسیاری به این روش کاربران خود را حفظ کردند.

ازجمله وب اپلیکیشن های ایرانی و خارجی می توان به دیجی کالا و اسنپ، اوبر و پینترست اشاره کرد.